# Frans Mahn

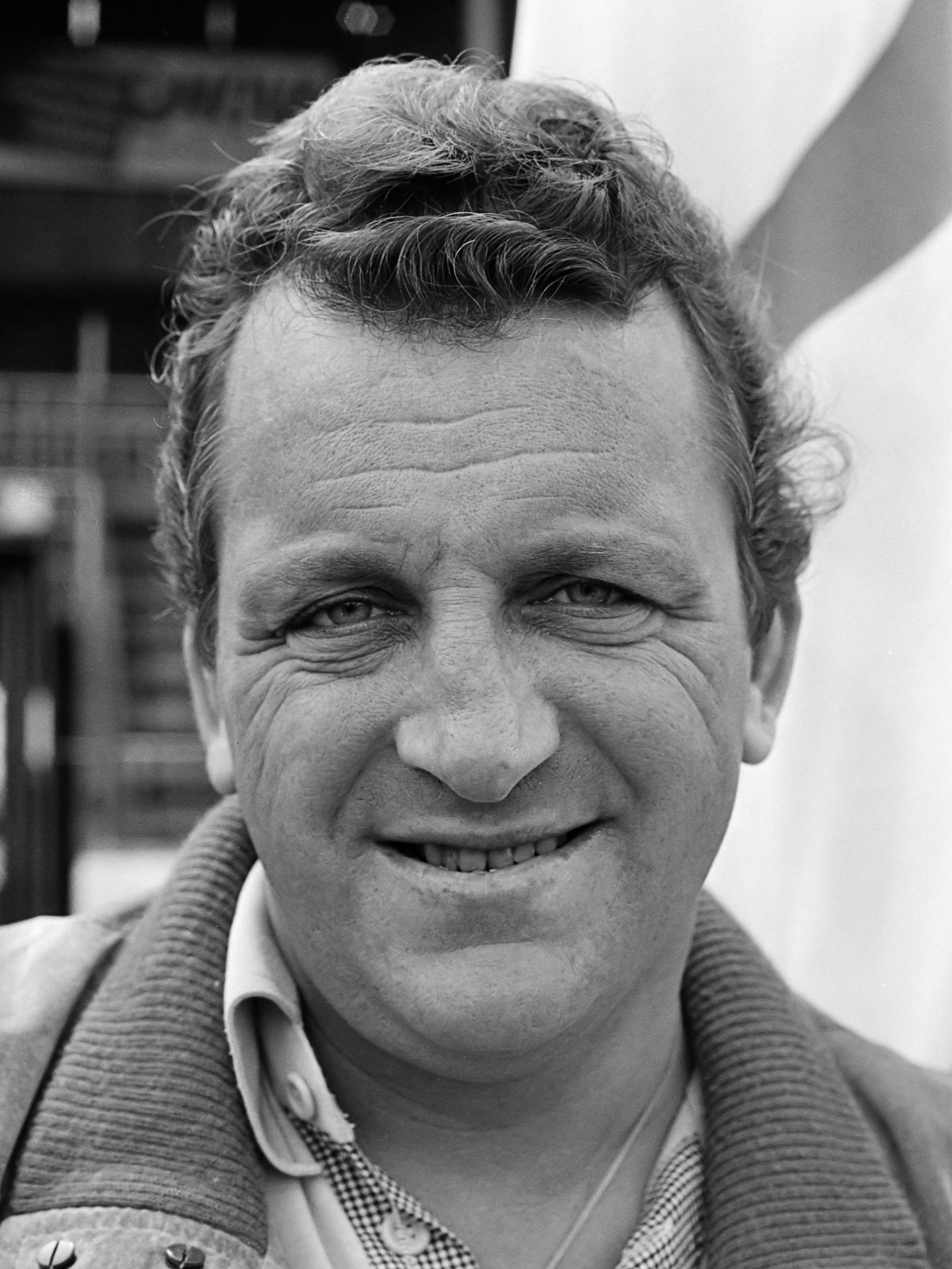
Frans Mahn (1978)

Frans Mahn (* 24. Juni 1933 in Amsterdam; † 26. März 1995 in Hoofddorp) war ein niederländischer Radrennfahrer.
1953 gewann Frans Mahn die Ronde van Limburg. 1956 errang er in Ballerup bei Kopenhagen den Titel des Straßen-Weltmeisters der Amateure. 1957 siegte er bei der Acht van Chaam. Nach einem schweren Sturz bei einem „Kirmesrennen“ konzentrierte er sich auf den Bahnradsport; 1966 und 1967 wurde er niederländischer Meister im Sprint, nachdem er in den Jahren zuvor dreimal Dritter geworden war.
Von 1969 an war Mahn zwölf Jahre lang niederländischer Bahn-Nationaltrainer. 1988 erkrankte er an Krebs und verbrachte die letzten Jahre seines Lebens im Rollstuhl.